# Patos do Piauí
Patos do Piauí este un oraș în Piauí (PI), Brazilia.